# 齐佳氏
齐佳氏（穆麟德轉寫：Cigiya hala），一作奇氏，是满族姓氏，位列民间传说版本的满族八大姓之一，源自地名齐佳营，今地不详，叶赫也有分布，但人口并不多，早期仅两户，于后金崛起时先后归附。清朝时期，齐佳氏并不是很显赫，仅有镶红旗穆哈连后裔一支拥有世职。穆哈连之子布色赫由北京征山东，梯攻深州第二登城，赐巴图鲁号，授骑都尉，其后从征山海关、太原有功，加一云骑尉三遇恩诏加至二等轻车都尉，其亲侄布三泰承袭时遇恩诏晋为一等轻车都尉，其曾孙才柱袭职时改为骑都尉兼一云骑尉世职。民国以后，各支系主要以齐、祁为汉姓。